# 孙钰
孙钰（1523年—1573年），字文鼎，号剑峰，又作建峰，浙江余姚县人，明朝军事人物。

## 生平
因父荫承袭锦衣卫千户，又于明嘉靖三十二年考中武進士。历任锦衣卫指挥同知，都指挥使，提督巡捕，后军都督府都督同知管锦衣卫事。封荣禄大夫，去世后赠右都督。

## 家族
出身余姚县（今属慈溪县）横河孙氏。祖父孫燧为明朝忠臣，父亲孙堪为武状元。长子孙如津。

## 文献
- 今存《荣禄大夫锦衣卫管委事后军都督府都督同知赠右都督从兄建峰公行状》，简称《钰行状》，是其从弟孙鑛纪念所著。